# Úlfar Þórðarson
Úlfar Þórðarson (* 2. August 1911 in Reykjavík; † 28. Februar 2002 ebendort) war ein isländischer Wasserballspieler.

## Biografie
Úlfar wurde als zweites von sieben Kindern des Chefarztes Þórður Sveinsson (1874–1946) und der aus Dänemark stammenden Ellen Johanne Kaaber (1888–1974) im Krankenhaus Kleppur geboren. Bruder Hörður (1909–1975) war Rechtsanwalt und Direktor der Sparisjóður Reykjavíkur, Bruder Sveinn (1913–2007) war Physiker, Schuldirektor und Professor am kanadischen Red Deer College, Schwester Nína (1915–2004) war verheiratet mit dem Geologen und Professor der Háskóli Íslands, Traustur Einarsson (1907–1984), Bruder Agnar (1917–2006) war Bibliothekar und Autor, Bruder Gunnlaugur (1919–1998) war ebenfalls Rechtsanwalt und Bruder Sverrir (1922–2013) war Journalist beim Morgunblaðið.
Zunächst durch Hausunterricht ausgebildet, besuchte Úlfar seit 1924/1930 die Menntaskólinn í Reykjavík. Er studierte in den Jahren 1933 und 1934 an der Albertus-Universität Königsberg und schloss 1936 die Háskóli Íslands erfolgreich ab. 1938 erhielt Úlfar seine Approbation als Arzt und – nach einer Spezialisierung am Kopenhagener Rigshospitalet unter Henning Rønne – 1940 als Augenarzt. Er arbeitete fortan in seiner eigenen Reykjavíker Praxis, außerdem im Landakotsspítali (1942 bis 1981) sowie für die Luftrettung (1950 bis 1984) und als Vertrauensarzt der zivilen Luftfahrtbehörde (1962 bis 1997). Im Auftrag der dänischen Botschaft war Úlfar im Jahr 1942 drei Monate lang als Berater im Landssygehuset in Tórshavn (Färöer) tätig. Zwischen 1958 und 1978 wirkte der Isländer zudem als Chefredakteur der Fachzeitschrift Acta Ophthalmologica.
Úlfar nahm mit der isländischen Nationalmannschaft und seinen Teamkollegen Jón Jónsson, Jón Ingi Guðmundsson, Jónas Halldórsson, Magnús Pálsson, Stefán Jónsson, Þorsteinn Hjálmarsson und Þórður Guðmundsson am olympischen Wasserballturnier 1936 in Berlin teil. Das Team, das im havelländischen Nauen trainiert hatte, unterlag in der Vorrunde den Mannschaften aus der Schweiz (1:7), Schweden (0:11) und Österreich (0:6). Nach diesen Ergebnissen belegte die Mannschaft den geteilten 13. Platz unter 16 Teilnehmern. Er war Vorstandsmitglied des Schwimmvereins „Ægir“ (1931 bis 1934) sowie von Valur Reykjavík (1946 bis 1950) und wurde später zum Ehrenmitglied beider Vereine ernannt. Úlfar gehörte außerdem in den Jahren 1958 bis 1978 für die liberal-konservative Unabhängigkeitspartei dem Reykjavíker Stadtrat an und amtierte zwischen 1967 und 1982 als Vorsitzender des hauptstädtischen Sportverbandes (Íþróttabandalag Reykjavíkur).
Am 31. Juli 1938 heiratete Úlfar die Lehrerin Unnur Jónsdóttir (1916–1994). Das Paar hatte vier Kinder: Sohn Þórður Jón war Pilot bei Loftleidir und starb im März 1963 bei einem Flugzeugabsturz, Tochter Unnur heiratete den Botschafter Gunnar Gunnarsson. Úlfar war im Jahr 1963 Gründungsvorsitzender der Vogelschutzorganisation Fuglavernd. Er starb im Alter von 90 Jahren in seiner Heimatstadt.